# Anthology 3
Anthology 3 is een in 1996 verschenen verzamelalbum van The Beatles. Anthology 3 is de laatst uitgebrachte dubbel-cd in een reeks van drie dubbel-cd's waarop zeldzame opnamen van liveoptredens, nooit eerder uitgebrachte nummers en alternatieve versies van bekende Beatlesnummers te vinden zijn. Op Anthology 3 gaat het om opnamen uit de tijd van de albums The Beatles (White Album), Let It Be en Abbey Road.

## Nummers
Alle nummers zijn geschreven door John Lennon en Paul McCartney, tenzij anders aangegeven.

### Disc 1
1. "A Beginning" (Martin)
2. "Happiness Is a Warm Gun" (Kinfauns Home Demo) [Mono]
3. "Helter Skelter" (Edited Take 2) [Mono]
4. "Mean Mr. Mustard" (Kinfauns Home Demo)
5. "Polythene Pam" (Kinfauns Home Demo)
6. "Glass Onion" (Kinfauns Home Demo)
7. "Junk" (Kinfauns Home Demo) (McCartney)
8. "Piggies" (Kinfauns Home Demo) [Mono] (Harrison)
9. "Honey Pie" (Kinfauns Home Demo)
10. "Don't Pass Me By" (Takes 3 & 5) (Starkey)
11. "Ob-La-Di, Ob-La-Da"
12. "Good Night" (Rehearsal & Take 34)
13. "Cry Baby Cry" (Take 1)
14. "Blackbird" (Take 4)
15. "Sexy Sadie" (Take 6)
16. "While My Guitar Gently Weeps" (Demo) (Harrison)
17. "Hey Jude"
18. "Not Guilty" (Take 102) (Harrison)
19. "Mother Nature's Son" (Take 2)
20. "Glass Onion" [Mono]
21. "Rocky Raccoon" (Take 8)
22. "What's the New Mary Jane" (Take 4)
23. "Step Inside Love" / "Los Paranoias" (Lennon/McCartney/Harrison/Starkey)
24. "I'm So Tired" (Takes 3, 6 & 9)
25. "I Will" (Take 1)
26. "Why Don't We Do It in the Road?" (Take 4)
27. "Julia" (Take 2)

### Disc 2
1. "I've Got a Feeling" (Savile Row)
2. "She Came In through the Bathroom Window" (Rehearsal) (Savile Row)
3. "Dig a Pony" (Savile Row)
4. "Two of Us" (Savile Row)
5. "For You Blue" (Savile Row)(Harrison)
6. "Teddy Boy" (Savile Row) (McCartney)
7. Medley: "Rip It Up" (Blackwell-Marascalco) / "Shake, Rattle and Roll" (Calhoun) / "Blue Suede Shoes" (Perkins) (Savile Row)
8. "The Long and Winding Road" (Savile Row)
9. "Oh! Darling" (Savile Row)
10. "All Things Must Pass" (Demo) (Harrison)
11. "Mailman, Bring Me No More Blues" (Savile Row) (Roberts-Katz-Clayton)
12. "Get Back" (Live at the "Rooftop Concert")
13. "Old Brown Shoe" (Demo) (Harrison)
14. "Octopus's Garden" (Takes 2 & 8) (Starkey)
15. "Maxwell's Silver Hammer" (Take 5)
16. "Something" (Demo) [Mono] (Harrison)
17. "Come Together" (Take 1)
18. "Come and Get It" (Demo) (McCartney)
19. "Ain't She Sweet" (Jam) (Ager-Yellen)
20. "Because" (A capella version)
21. "Let It Be" (Savile Row)
22. "I Me Mine" (Take 16) (Harrison)
23. "The End" (Remix)